# Михновское
Михновское (укр. Міхновське, до 2024 года — Перше Травня) — село в Прилукском районе Черниговской области Украины. Население — 10 человек. Занимает площадь 1,309 км².
Код КОАТУУ: 7424155903. Почтовый индекс: 17524. Телефонный код: +380 4637.

## История
На самом деле — это хутор, который был основан после революции 1917 года, так как в то время обрабатывать землю на расстоянии 10 км было очень проблематично. Людям, которые переселялись из с. Малая Девица, был положен надел, который равнялся 0,5 гектара земли, и бесплатное возведение сельской хаты. Таким же образом возникли села Новый Лад и Шевченково.
Жители с. Первое Мая перенесли голодные 1932—33 годы с потерями до 80 % жителей. Далее последовала фашистская оккупация, перед которой оставшиеся в живых пополнили ряды Красной Армии.

## Власть
Орган местного самоуправления — Малодевицкий поселковый совет. Почтовый адрес: 17523, Черниговская обл., Прилукский р-н, пгт Малая Девица, ул. Слободская, 3.